# Leona Marlin-Romeo
Leona Marlin-Romeo est une femme politique saint-martinoise née le 3 juillet 1973. Elle est Première Ministre de son pays entre 2018 et 2019